# Тебінг Тінгі
Тебінг Тінгі (Tebing Tinggi Deli, або частіше просто Tebing Tinggi)(Jawi :تبيڠ تيڠڬي‎ — місто біля східного узбережжя Північної Суматри, Індонезія . Його площа 38,44 км 2 і населення за переписом 2010 року 145 180, яке зросло до 172 838 за переписом 2020 року. Тебінг Тінгі є анклавом у регентстві Серданг Бедагай, оскільки він оточений регентством Серданг Бедагай, який має кекаматан (район), що межує з містом, яке також називається Тебінтінггі.

## Географія
За даними Агентства інформації та комунікаційних даних Північної Суматри, Тебінг Тінгі є одним із муніципалітетів із 33 районів/муніципалітетів Північної Суматри, розташованих приблизно в 80 км від Медана (столиця провінції Північна Суматра) і розташований на перехресті Транссуматранського шосе, що з'єднує шосе Східного узбережжя; Танджунгбалай, Регіон Прапат і шосе Центральної Суматри; Пематангсіантар, Парапат і Баліге.

## Адміністративні райони
Місто адміністративно поділено на п'ять районів (kecamatan), наведені в таблиці з їхніми площами та населенням за даними перепису 2010 року та перепису 2020 року.
| Ім'я                                   | Область в км 2 | Населення Перепис населення 2010 | Населення Перепис населення 2020 |
| -------------------------------------- | -------------- | -------------------------------- | -------------------------------- |
| Паданг Хулу (Вище за течією Паданг)    | 8.51           | 26 714                           | 32 530                           |
| Тебінг Тінгі Кота (місто Тебінг Тінгі) | 3.47           | 24 040                           | 24,192                           |
| Рамбутан                               | 5.94           | 31,371                           | 38,242                           |
| Баєніс                                 | 9.08           | 33,072                           | 38,933                           |
| Паданг Хілір (За течією Паданг)        | 11.44          | 30 051                           | 38,941                           |
| Усього                                 | 38,44          | 145,180                          | 172,838                          |

## Демографія
Мешканці Тебінг Тінгі — малайці (70 %), батаки (11 %) і китайці (8 %). яванці, мандайлінги, індіанці та інші національності є визнаними етнічними меншинами. Релігією міста є переважно іслам, за яким слідують християнство, буддизм та інші релігії.

## Клімат
Тебінг Тінгі має клімат тропічного лісу (Af) з рясними опадами цілий рік.
| Клімат Тебінг Тінгі     | Клімат Тебінг Тінгі | Клімат Тебінг Тінгі | Клімат Тебінг Тінгі | Клімат Тебінг Тінгі | Клімат Тебінг Тінгі | Клімат Тебінг Тінгі | Клімат Тебінг Тінгі | Клімат Тебінг Тінгі | Клімат Тебінг Тінгі | Клімат Тебінг Тінгі | Клімат Тебінг Тінгі | Клімат Тебінг Тінгі | Клімат Тебінг Тінгі |
| Показник                | Січ.                | Лют.                | Бер.                | Квіт.               | Трав.               | Черв.               | Лип.                | Серп.               | Вер.                | Жовт.               | Лист.               | Груд.               |                     |
| Середній максимум, °C   | 30,9                | 31,5                | 31,9                | 32,1                | 32,3                | 32,3                | 32,1                | 31,8                | 31,3                | 30,9                | 30,6                | 30,6                |                     |
| Середня температура, °C | 26,1                | 26,5                | 26,8                | 27,2                | 27,4                | 27,2                | 27,0                | 26,8                | 26,7                | 26,5                | 26,3                | 26,2                |                     |
| Середній мінімум, °C    | 21,4                | 21,5                | 21,8                | 22,3                | 22,6                | 22,2                | 21,9                | 21,9                | 22,2                | 22,2                | 22,0                | 21,8                |                     |
| ----------------------- | ------------------- | ------------------- | ------------------- | ------------------- | ------------------- | ------------------- | ------------------- | ------------------- | ------------------- | ------------------- | ------------------- | ------------------- | ------------------- |